# Hangash
El Hangash (somalí: Hay'adda Nabadgalyada Gaashaandhiga), acrónimo de Agencia de Seguridad de la Defensa, fue una célebre unidad de policía secreta del régimen de Siad Barre en Somalia hasta su derrocamiento en 1991.

## Descripción general
Creado tras el intento de golpe de Estado de 1978, el objetivo oficial del Hangash era mantener la vigilancia sobre las Fuerzas Armadas somalíes y el más conocido Servicio de Seguridad Nacional (NSS). Sin embargo, a medida que se endurecía la represión de la actividad política por parte del gobierno de Barré, el Hangash adquirió competencias directas en asuntos civiles, que se solapaban con las del NSS. Según un estudio sobre el país publicado en 1993 por la Biblioteca del Congreso de Estados Unidos, "[e]l Hangash, que operaba sin autoridad legal, llegó a ser más temido que el NSS".
Cuando el NSS se disolvió formalmente en 1990, muchas de sus actividades fueron subsumidas por el Hangash y otras instituciones que componían el aparato de seguridad del régimen de Barré, como el Tribunal Militar Móvil (MMC), el Consejo de Seguridad Regional (RSC) y los Pioneros de la Victoria (Victory Pioneers).